# Trường Văn hóa thiếu niên Tây Nguyên
Trường Văn hóa thiếu niên Tây Nguyên (hay còn gọi là Trường Thiếu sinh quân B3) được thành lập đầu năm 1973 sau khi Hiệp định Paris được ký kết. Trường trực thuộc Mặt trận Tây nguyên do Bộ tư lệnh Mặt trận Tây Nguyên quản lý và chỉ huy. Trường nuôi dạy con em các dân tộc Tây Nguyên và một số con em Việt kiều Campuchia. Trường được biên chế thành các đại đội như biên chế của quân đội, mỗi đại đội có đại đội trưởng, chính trị viên, mỗi trung đội do một sĩ quan làm trung đội trưởng, mỗi lớp được biên chế vào các tiểu đội.
Thời gian đầu trường đóng tại vùng rừng núi Kờpoor (Campuchia),đến cuối năm 1974 chuyển về đóng ở vùng ngã ba biên giới. Hiệu trưởng là thiếu tá Lê Văn Phan.
Tháng 4/1975 Miền Nam hoàn toàn giải phóng trường được lệnh về tiếp quản Trường Thiếu sinh quân Cao nguyên của chế độ cũ tại Pleiku. Sau đó học sinh được chuyển về các tỉnh sáp nhập với số học sinh miền Nam từ Bắc chuyển vào để tiếp tục học tập.